# 古村勇人
古村 勇人（ふるむら はやと、1980年5月8日 - ）は、日本の俳優、歌手。ジャパン・ミュージックエンターテインメント所属。旧芸名は古村隼人。
富山県高岡市出身。富山県立高岡高等学校、東京都立大学経済学部卒業。

## 来歴・人物
1993年より日本最大級の野外音楽劇『越中万葉夢幻譚』に出演し、総監督である劇作家の藤本壽一に演劇と歌を学ぶ。
東京都立大学入学を機に上京後、2001年に葉月里緒奈の当時の所属事務所であったセブンアーツ「新人募集オーディション」に合格。
小川眞由美に演技指導を受けた後、里見浩太朗の下で学びながら、2006年にフジテレビ系『新・細うで繁盛記』にてデビュー。
書道五段、殺陣、水泳、料理と特技も幅広く、定評のある歌唱力を活かしてファンイベントやディナーショーも行っている。
2013年には古村勇人に改名。2015年2月には富山後援会が発足、西崎緑をゲストに迎えて『古村勇人トーク＆ライブ』を開催した。
2016年8月にはデビュー10周年記念として『古村勇人トーク＆ライブ 〜風の盆恋歌が聞こえる〜』を開催。木内晶子と瀬口侑希をゲストに迎え、朗読劇『風の盆恋歌』と歌によるオンステージを披露した。
2017年10月には『古村勇人トーク＆ライブ 〜丘みどりを迎えて〜』を開催。丘みどりをゲストに迎え、立ち回りと朗読劇、歌によるオンステージを披露した。
2018年11月には『古村勇人トーク＆ライブ 〜丘みどりを迎えて PART 2〜』を開催。前年に続いて丘みどりをゲストに迎え、芝居仕立てにした朗読劇『滝の白糸』とオンステージを一体にしたディナーショーを開催した。舞台『大伴家持 剣に歌に、夢が翔ぶ！』での共演以来、親交のある新藤栄作、大橋吾郎が出演し、池上季実子も応援に駆け付けた。
2019年11月には『古村勇人ライブ＆ディナー2019  雨晴伝説 〜義経恋物語〜』を開催。杜このみと池上季実子をゲストに迎え、お芝居『雨晴伝説 〜義経恋物語〜』とオンステージを一体にしたディナーショーを開催した。宮地真緒、新藤栄作、大橋吾郎も出演した。
2020年10月からはテレビ東京系『共演NG』に出演。里見浩太朗が演じる大御所俳優・出島徹太郎の付き人役として、師匠と弟子そのままの関係で出演した。
2021年6月よりジャパン・ミュージックエンターテインメントに所属。
2022年4月より東京富山県人会連合会の理事に就任し、ふるさと富山の魅力を発信している。
2022年11月には『古村勇人プレミアムディナーショー15周年＋1  恩師・里見浩太朗を迎えて』を開催。20年に渡って師事する里見浩太朗をゲストに迎え、お芝居『緋鯉大名』とオンステージを一体にしたディナーショーを開催した。望月琉叶、木内晶子、新藤栄作、大橋吾郎、川野太郎も出演し、過去最高となる370名を動員した。

## 出演

### テレビドラマ
- 新・細うで繁盛記（2006年1月20日、フジテレビ系「金曜エンタテイメント」）
- 新・細うで繁盛記２（2007年2月23日、フジテレビ系「金曜プレステージ」）
- 犯罪被害者相談室 〜藤井若葉の癒やしの事件簿〜（2007年3月31日、テレビ朝日系「土曜ワイド劇場」）
- 水戸黄門 第39部 初回2時間スペシャル「青空、恋空、江戸の空、いざ旅立ち！・江戸」（2008年10月13日、TBS系）- 赤鞘組・柳井 役
- 水戸黄門 第43部 第20話「裏切り者は誰だ！？・日光」（2011年12月5日、TBS系）- 貞吉 役
- さすらいのプラチナワゴン 〜歌手・美波丈太朗の事件簿〜（2012年12月3日、TBS系「月曜ゴールデン」）- 司会者 役
- 必殺仕事人2013（2013年2月17日、テレビ朝日系 スペシャルドラマ）
- 司法教官・穂高美子（2014年5月31日、テレビ朝日系「土曜ワイド劇場」）- 小西洋一 役
- 名探偵キャサリン「消えた相続人」（2016年3月20日、テレビ朝日系、ドラマスペシャル）- 岩瀬辰則 役
- スローな武士にしてくれ〜京都 撮影所ラプソディー〜（2019年3月23日、NHK BSプレミアム「スーパープレミアム」）- 制作進行 役
- 共演NG（2020年10月26日 - 、テレビ東京系「ドラマプレミア10」）- 出島の付き人 役
- 駐在刑事 Season3 第5話（2022年2月11日、テレビ東京） - 橋爪拓実 役
- ホリデイ〜江戸の休日〜（2023年1月6日、テレビ東京「新春ドラマスペシャル」） - 高田屋の若い衆 役

#### バラエティ
- デジ魂！（2011年8月27日、北日本放送）- ゲスト
- とやまメモらナイト（2016年3月6日、チューリップテレビ）- ゲスト
- ローカル沿線ちょい下車探訪（2016年12月17日〜2017年1月19日、富山県ケーブルテレビ）- ゲスト
- 文化創造都市高岡 〜まちの肖像〜（2018年1月、北日本放送）

### 映画
- 次郎長三国志（マキノ雅彦監督、角川映画、2008年9月20日公開）- 祐典仙之助の子分 役
- さくら、さくら 〜サムライ化学者・高峰譲吉の生涯〜（市川徹監督、2010年3月20日より石川・富山先行上映、2011年3月5日より全国順次公開）- 清水鉄吉 役
- のぼうの城（犬童一心監督、樋口真嗣監督、東宝系、2012年11月2日公開）- 市原直右衛門 役
- TAKAOcan DREAM 〜がんばれ！サンダーバーズ！！〜（市川徹監督、2013年4月13日より全国順次公開）- 藤井一彦 役
- 予告犯（中村義洋監督、東宝系、2015年6月6日公開）

### 舞台・ディナーショー
- 高岡開町400年記念・夢の岡物語（2009年、高岡市民会館）- 高山右近 役
- 富山後援会設立記念 古村勇人トーク＆ライブ（2015年2月15日、御料理 大野屋）
- 瀬口侑希＆古村勇人 夏まつりランチショー（2016年8月21日、氷見あいやまガーデン）
- デビュー10周年記念 古村勇人トーク＆ライブ 〜風の盆恋歌が聞こえる〜（2016年8月21日、ホテルニューオータニ高岡）
- 古村勇人＆丘みどり 森のガーデンコンサート（2017年10月28日、氷見あいやまガーデン）
- 古村勇人トーク＆ライブ 〜丘みどりを迎えて〜（2017年10月28日、ホテルニューオータニ高岡）
- 大伴家持生誕1300年記念演劇　大伴家持 剣に歌に、夢が翔ぶ！（2017年、なかのZEROホールほか）- 蓮 役
- 古村勇人トーク＆ライブ 〜丘みどりを迎えて PART 2〜 いま、よみがえる滝の白糸をあなたに（2018年11月18日、ホテルニューオータニ高岡）
- 古村勇人ライブ＆ディナー2019  雨晴伝説 〜義経恋物語〜（2019年11月17日、ホテルニューオータニ高岡）
- 御園座三月特別公演『水戸黄門 〜 春に咲く花』（2021年3月4日〜21日、御園座）- 丑松 役
- 古村勇人プレミアムディナーショー15周年＋1  恩師・里見浩太朗を迎えて（2022年11月27日、ホテルニューオータニ高岡）
- 御園座三月特別公演『水戸黄門』（2024年3月14日〜22日、御園座）- 喜助 役

### 雑誌
- アクタス 新年号（2006年12月20日、北國新聞社）
- アクタス 12月号（2009年11月20日、北國新聞社）
- 富山県観光情報誌『ねまるちゃ』春号（2018年3月）
- をかしのカンヅメ（2019年10月19日、をかしな編集部 WEBマガジン）

### 新聞
- 北國新聞・富山新聞「遠きにありて」（2010年1月11日朝刊）
- サンケイスポーツ「気になるアイツ」（2011年12月3日号）
- 北日本新聞 リレーエッセー「Yuru×Yawa」（2015年5月2日号より隔月連載）

### イベント・その他
- 映画『さくら、さくら』公開記念  古村隼人トークショー（2010年3月23日、富山県高岡文化ホール）
- ホテルニューオータニ高岡 開業30周年記念  株主様感謝の集い（2016年11月21日、ホテルニューオータニ高岡）- 司会
- 木内晶子トークショー うどん県副知事が語る「美のヒミツ」（2017年2月21日、高松三越）- 司会
- たかおかファイア・フェスティバル「一日消防署長」（2017年3月25日、イオンモール高岡）- ゲスト
- 京楽産業. ぱちスロ『水戸黄門』（2017年4月）
- 東京富山県人会連合会「懇親のつどい」（2019年〜、ホテルニューオータニ）- 司会